# Ma vie
Pour les articles homonymes, voir Ma vie (homonymie).

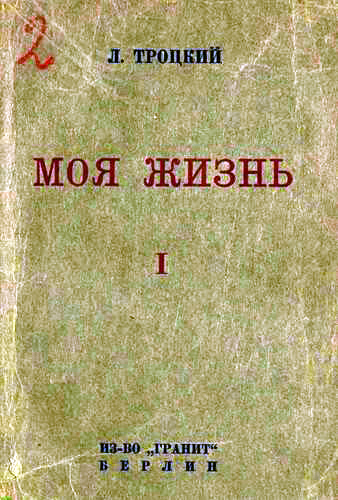

Ma vie (en russe: "Моя жизнь: Опыт автобиографии") est l'autobiographie du révolutionnaire russe Léon Trotsky, écrite durant son exil et publiée en 1929. Le livre est traduit en français et publié successivement en trois tomes aux éditions Rieder, au cours de l'année 1930.

## La rédaction
En février 1929, Trotsky est conduit à Istanbul où il remet aux autorités turques une lettre déclarant qu'il est venu contre son gré. Après quelques jours passés à l'ambassade soviétique, il effectue plusieurs déménagements et finit par être placé en liberté surveillée sur l’île de Büyükada (Prinkipo), au large d'Istanbul.
Un éditeur allemand, directeur de S. Fischer Verlag, effectue spécialement le déplacement jusqu'en Turquie pour tenter de convaincre Trotsky de rédiger son autobiographie, et finit par se montrer assez persuasif. Il hésitera également beaucoup sur le titre : « Ma vie ne convient pas, ne serait-ce que parce que récemment l'autobiographie d'Isadora Duncan a été publiée sous ce titre. Comment pourrais-je entrer en concurrence avec la malheureuse défunte ? Non... Dites-le à Fischer, s'il vous plaît. » L'éditeur ne tiendra pas compte de la protestation de Trotsky.
Trotsky avait commencé à rédiger de courts essais autobiographiques pour le compte de journaux, mais l'œuvre à laquelle il s'attaque relève tout d'un coup d'une autre dimension. Il s'agit de prendre du recul sur sa vie pour en tirer un enseignement, à un moment où Trotsky est défait et se retrouve traité en ennemi par l'URSS de Staline.
L'hésitation de Trotsky à prendre la plume pour la rédaction de son autobiographie porte alors sur le fait qu'il doive se mettre au centre du récit et centrer l'attention sur sa personne. Celui-ci avoue ainsi sa gêne dans l'avant-propos. Dans une perspective marxiste, écrire une autobiographie peut relever de la contradiction : si l'on considère que l'élément personnel n'est pas un grand centre d'intérêt, alors pourquoi se consacrer à un récit de ce genre littéraire, le plus personnel qui soit ?
Trotsky s'en sort en mettant en avant le caractère exceptionnel des événements auxquels il lui a été donné de participer et que, à ce titre, en faire le rapport possède un intérêt politique non négligeable. Il écrit ainsi : « Mon activité consciente et active – j'en marque le début vers mes dix-sept ou dix-huit ans – a été dans une lutte constante pour des idées déterminées. Il n'y a pas eu dans ma vie privée d'événements qui méritent l'attention de l'opinion publique. Tous les faits tant soit peu remarquables de mon passé se rattachent à la lutte révolutionnaire et reçoivent d'elle leur sens. C'est seulement cette considération qui peut justifier la publication de mon autobiographie. » Il s'agit donc pour lui d'un moyen de relancer son combat politique dans l'opposition communiste aux dirigeants soviétiques menée depuis la mort de Lénine.
Le ton de l'autobiographie est donc ouvertement polémique. Trotsky doit en effet faire face à la machine de propagande lancée contre lui par l'URSS.

## La jeunesse

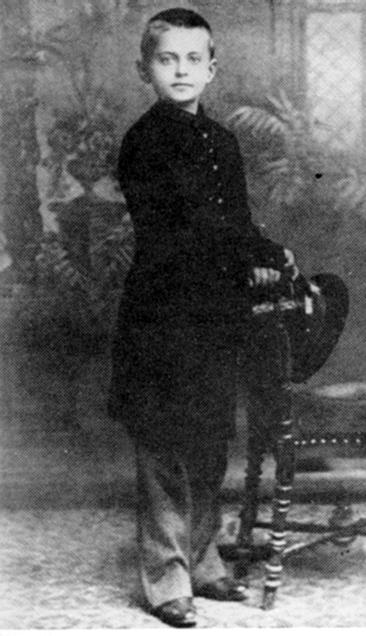
Léon Trotsky à 8 ans, en 1888.

Trotsky choisit d'aborder son enfance avec distance, considérant que le moment de l'enfance est différent du reste de sa vie, que « ce sont là deux mondes différents ». Il entreprend un récit factuel des événements de sa jeunesse, sans réelle analyse, car ce moment va pour lui à l'encontre de sa démarche. Trotsky écrit même avoir envisagé de raconter son enfance à la troisième personne, avant d'y avoir renoncé, jugeant le procédé trop littéraire.
La description des parents de Trotsky est faite avec distance, sans vraiment exprimer de sentiment. « Il n'y avait pas de tendresse entre nous, surtout dans les premières années », écrit Trotsky. Le psychanalyste Eugene Wolfenstein juge que Trotsky est dans son enfance en recherche d'attention et d'amour, qu'il développe un rapport ambivalent au père : admiratif et empreint d'un désir d'imitation d'une part, haineux et résistant à l'autorité d'autre part. Trotsky ressent un besoin de se rattacher à une figure tutélaire autre que son père (l'une d'elles sera Lénine).
Trotsky établit un lien direct entre « les livres et les premiers conflits », mettant en valeur le rôle de l'éducation dans son éveil politique. « La nature et les hommes, non seulement au cours de mes années scolaires, mais plus tard en ma jeunesse, prirent moins de place en ma vie spirituelle que les livres et les idées », écrit-il. La ville est également pour lui un lieu plus ouvert où il estime ressentir les réalités sociales et éprouver le « besoin de combattre pour le droit foulé aux pieds ». Et Trotsky de conclure que « l'école, contrairement au but qu'elle s'assignait, jeta en moi la semence de la haine à l'égard de ce qui existe en ce monde ». Pour Wolfenstein, Trotsky échoue à gagner le respect des adultes de la ferme par des travaux physiques et ainsi à battre son père à son propre jeu. Mais les travaux intellectuels lui apportent cette satisfaction et il en vient à les considérer comme importants et puissants, d'autant plus facilement qu'ils prennent rapidement pour lui une dimension symbolique subversive.

## L'apprentissage politique

### La «brisure» (1896)

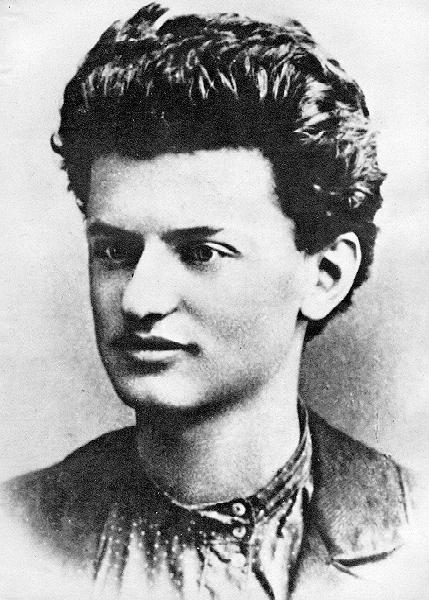
Léon Trotsky à 18 ans, en 1897.

Le passage du « monde » de l'enfance à l'engagement politique se fait de manière relativement abrupte en 1896, et représente pour Trotsky une « brisure ». Trotsky quitte l'école : « se posa pour moi la question de la place que j'avais à prendre dans la société des hommes », écrit-il.
Pour justifier son évolution du populisme russe au marxisme, Trotsky dit suivre avec quelque retard l'esprit du temps, alors qu'il se cherche encore politiquement. Il prend dans son texte une certaine distance avec le populisme qui « sentait le moisi ». Le marxisme lui déplaît alors dans son immaturité car il offre un système achevé.
Mais après cette brisure l'année des 17 ans de Trotsky, l'auteur se trouve libéré dans sa rédaction de l'embarras d'avoir à se pencher sur lui-même. Ses actions s'inscrivent désormais dans l'histoire : la politique passe avant le personnel. Trotsky met ainsi en avant des actions militantes importantes comme les grèves massives des ouvriers du textile à Saint-Pétersbourg en 1896 pour justifier la nécessité qu'il ressent de participer à la création d'une organisation révolutionnaire.

### L'arrestation (1898) et la déportation (1900-1902)
Trotsky met en avant la lecture en prison d'écrits d'Antonio Labriola qu'il présente comme le penseur qui lui a permis de se rallier au marxisme. Il estime alors avoir construit à partir de cette base les concepts retrouvés plus tard à la lecture d'autres auteurs. Mais c'est en Sibérie que Trotsky estime avoir gagné sa maturité intellectuelle. « La prison avait été pour moi une période de formation théorique ; la déportation fut l'époque où je me déterminai en politique », écrit-il. La description des revirements de Trotsky avant d'en arriver au marxisme par sa propre voie, en reconstruisant de lui-même les concepts en jeu s'inscrit dans la démarche de son livre. Trotsky démontre ainsi selon Gary Kern une certaine indépendance d'esprit vis-à-vis de Lénine que n'a par exemple pas possédé Staline.
Max Eastman évoque toutefois un autre élément qu'il juge important dans l'évolution politique de Trotsky, à savoir sa rencontre alors qu'il était encore populiste avec la marxiste Alexandra Lvovna. Trotsky ne l'évoque que d'une phrase : « C'est là qu'on me laissa avec une femme qui m'était devenue proche depuis l'affaire de Nikolaïev ». Eastman rapporte également les tentatives du père de Trotsky pour empêcher leur mariage. On peut avancer que Trotsky a considéré contre-productif dans son objectif politique que de mentionner cette influence.
Lors de son évasion, Lev Bronstein prend le pseudonyme de Trotsky, « à tout hasard, ne prévoyant pas que ce nom resterait le mien pour toute la vie ». Pourtant, Eastman y voit un moyen pour Trotsky de cacher ses origines juives. Pour lui, Trotsky choisit de prendre le nom d'un gardien de la prison d'Odessa « non seulement parce qu'il l'aimait bien, mais aussi parce que du point racial cela ne laissait rien présager ». Mais selon Gary Kern, Staline aurait été trop content de lire un tel aveu pour que Trotsky fasse mention des raisons de son choix.

### Biographie de Trotsky
- Max Eastman, Leon Trotsky: The Portrait of a Youth, Faber and Gwyer, Londres, 1926. Disponible en anglais sur marxists.org

### Critiques de l'autobiographie de Trotsky
- (en) Anonyme, « My Life: The Rise and Fall of a Dictator by Leon Trotsky », Journal of the Royal Institute of International Affairs, vol. 9, no 5, septembre 1930, p. 710-712. Disponible sur JSTOR
- (en) Walter Carl Barnes, « My Life, by Leon Trotsky », The American Historical Review, vol. 36, no 4, juillet 1931, p. 826-828. Disponible sur JSTOR
- (en) Gary Kern, « Trotsky's Autobiography », Russian Review, vol. 36, no 3, juillet 1977, p. 297-319. Disponible sur JSTOR